# Ostrobotnia
Ostrobotnia (finlandeză Pohjanmaan maakunta, suedeză Österbottens landskap) este una dintre cele 20 regiuni ale Finlandei. Capitala sa este orașul Vaasa.

## Comune
Ostrobotnia are în componență 18 comune:
| - Isokyrö - Jakobstad - Kaskinen - Korsholm - Korsnäs - Kristinestad - Kronoby - Laihia - Larsmo | - Malax - Maxmo - Nykarleby - Närpes - Oravais - Pedersöre - Vaasa - Vähäkyrö - Vörå |

1. ↑   (PDF) https://www.maanmittauslaitos.fi/sites/maanmittauslaitos.fi/files/attachments/2021/01/Vuoden_2021_pinta-alatilasto_kunnat_maakunnat.pdf Lipsește sau este vid: |title= (ajutor)